# 塩見訴訟
塩見訴訟（しおみそしょう）とは国民年金法施行時に外国人であった日本国民が障害者福祉年金（現在は障害者基礎年金）の支給を求めた訴訟。原告の姓からこう呼ばれる。

## 概要
1934年6月に朝鮮人夫婦の長女として大阪市で生まれた塩見日出は、2歳の時に麻疹にかかり両目の視力を失った。出生当初は日本国籍保有者であったが、1952年4月28日にサンフランシスコ平和条約発効に伴って日本国籍を喪失して外国人となった。塩見は1967年に日本人男性と結婚をして、1970年12月に日本国籍を取得した。
塩見は1972年5月に障害者福祉年金の支給を求める裁定請求を行ったが、同年8月に却下された。国民年金法第56条第1項ただし書（国籍条項）により、塩見は国民年金法上の障害者認定日（塩見の場合は国民年金制度が創設された1959年11月1日）に外国国籍であったというのが理由であった。
1973年11月に却下処分取り消しを求めて提訴した（第一次塩見訴訟）。1980年10月29日の大阪地裁判決、1984年12月19日の大阪高裁判決はともに塩見の請求を退ける判決を下した。そこで塩見は最高裁判所に上告した。
1989年3月2日に最高裁は堀木訴訟の最高裁判決を引用して「福祉国家の理念に基づいた（憲法）25条は国の義務規定ではなく責務を宣言したに過ぎない。その趣旨を具体化するにあたっては国の財政事情等を無視できず、立法措置の選択は立法府の広い裁量にゆだねられている」「社会保障上の施策において在留外国人をどのように処遇するかについて、国は特別の条約が無い限り、外交関係、国際情勢、国内の諸事情等に照らしながら政治的判断で決定できる。限られた財源で福祉的給付を行うにあたり、自国民を優先的に扱うことも許されるべきで合理性を欠くとはいえず、原告に対して障害福祉年金の支給をしないことは憲法25条の規定に違反するものではない」「憲法14条は法の下の平等を定めているが、合理的理由のない差別を禁止する趣旨であり、各人に存する経済的、社会的その他種々の事実関係上の差異を理由としてその法的取扱いに区別を設けることは、その区別が合理性を有する限り規定には違反せず、在留外国人を支給対象者から除くなど、日本国籍がある者とそうでない者との間の区別は憲法14条に違反しない」として上告を棄却し、敗訴が確定した。
難民条約の批准によって1982年に国民年金法から国籍条項が撤廃されたが、同法附則第5項で国籍条項削除が過去に遡及されなかったため塩見は1988年3月に提訴した（第二次塩見訴訟）。1994年3月24日の大阪地裁判決、1996年7月26日の大阪高裁判決はともに原告の請求を退ける判決を下した。そこで塩見は最高裁判所に上告した。
2001年3月13日、最高裁判所は上告を棄却し、塩見の敗訴が確定した。

## 関連書籍
- 慎英弘「定住外国人障害者から見た日本社会」（明石書店）